# والیبال قهرمانی مردان جهان ۲۰۱۴
والیبال قهرمانی مردان جهان ۲۰۱۴ هجدهمین دوره از رقابت‌های قهرمانی جهان می‌باشد که از ۳۰ اوت تا ۲۱ سپتامبر ۲۰۱۴ در لهستان برگزار گردید. در این دوره ۲۴ تیم برای تعیین قهرمان والیبال مردان جهان حضور داشتند. علاوه بر کشور میزبان لهستان، ۲۳ تیم از طریق رقابت‌های قاره‌ای و منطقه‌ای به این رقابت راه پیدا کردند. مسابقات در هفت زمین ورزشی در هفت شهر لهستان برگزار شد و دیدار پایانی در اسپودک، کاتوویتسه برگزار شد هجدهمین دوره از رقابت‌های قهرمانی جهان می‌باشد که از ۳۰ اوت تا ۲۱ سپتامبر ۲۰۱۴ در لهستان برگزار گردید. در این دوره ۲۴ تیم برای تعیین قهرمان والیبال مردان جهان حضور داشتند. علاوه بر کشور میزبان لهستان، ۲۳ تیم از طریق رقابت‌های قاره‌ای و منطقه‌ای به این رقابت راه پیدا کردند. مسابقات در هفت زمین ورزشی در هفت شهر لهستان برگزار شد و دیدار پایانی در اسپودک، کاتوویتسه برگزار شد
لهستان میزبان با برتری ۳–۰ در برابر برزیل (دارندهٔ سه عنوان قهرمانی پیشین) در رقابت نهایی توانست عنوان قهرمانی را به دست بیاورد. لهستان با کسب این قهرمانی، به عنوان سومین تیم در کنار اتحاد جماهیر شوروی (۱۹۵۲ و ۱۹۶۲) و چکسلواکی (۱۹۶۶) قرار گرفت که توانسته بودند در کشور خودشان عنوان نخست این رقابت‌ها را به دست بیاورند.
۵۶۳٬۲۶۳ هوادار، مسابقات این رویداد ۱۸ روزه را از نزدیک تماشا کردند، و رکوردهای قبلی ثبت شده در مسابقات را شکستند. رکورد چهار سال پیش در ایتالیا، در مجموع ۳۳۹٬۳۲۴ نفر، و در سال ۲۰۰۶ در ژاپن، ۲۹۸٬۳۵۲ نفر بود.

## میزبانی و افتتاحیه
در ۸ سپتامبر ۲۰۰۸ اعلام شد که یک قرارداد همکاری با لهستان با موافقت فدراسیون بین‌المللی والیبال برای میزبانی قهرمانی مردان جهان در سال ۲۰۱۴ امضا شد. روبن آکوستا رئیس پیشین فدراسیون جهانی والیبال گفت: این بزرگترین و زیباترین رویداد ورزشی در جهان، نه تنها در رشته والیبال، بلکه در تمام خانواده ورزش خواهد بود.
مراسم و دیدار افتتاحیه قهرمانی جهان ۲۰۱۴ در یک دیدار رؤیایی بین تیم‌های لهستان و صربستان در ورزشگاه ملی لهستان برگزار شد. آخرین باری که یک مسابقه والیبال در خارج از سالن برگزار شد، دومین دوره قهرمانی جهان در سال ۱۹۵۲ به میزبانی اتحاد جماهیر شوروی بود و حالا بعد از ۶۲ سال مسابقه والیبال خارج از سالن و در استادیوم روباز برگزار شد. مسئولین کشور لهستان و فدراسیون جهانی والیبال با تدابیر ویژه برای تماشاگران این دوره از مسابقات قهرمانی جهان توانستند یک افتتاحیه خوب را برگزار کنند.
- کاتوویتسه
- ووچ
- وروتسواو
- گدانسک
- بیدگوشچ
- کراکوف
- ورشو

## جام قهرمانی

اینفوگرافیک جام

جام توسط مارکو هیر از شرکت آکتونگ طراحی شد که که همکاری نزدیکی با فدراسیون بین‌المللی والیبال دارد. ساخت جام هم به عهده دو سوئیسی گذاشته شد. جام از ۱۲ قطعه جدا از هم ساخته شده که نشان دهنده ۱۲ بازیکن حاضر در زمین والیبال است. نحوه قرار گرفتن آنها در کنار هم ساعت‌گَرد است. پایه جام از نیکل و تاج آن از طلا ساخته شده‌است و موضوع نشان می‌دهد تیمی که به بالاترین نقطه برسد شایسته مدال طلا است. جام قهرمانی ۹ کیلوگرم وزن و حدود ۴۲ سانتی‌متر ارتفاع دارد. یک هفته مانده به آغاز تورنمنت جام قهرمانی در فروشگاهی در برزیل به نمایش گذاشته شده بود که روز جمعه در پارکینگ فدراسیون والیبال برزیل درحالی که به اروپا منتقل می‌شد، دزدیده شد. فدراسیون بین‌المللی والیبال بعد از چهار روز که از پیدا کردن جام ناامید شد، سفارش ساخت دوباره آن را به شرکت سازنده داد و بعد از بیست روز آن را تحویل گرفت. کاپ قهرمانی این دوره جام منحصربفرد نام گرفت.

## راه‌یابی
| آفریقا (کنفدراسیون والیبال آفریقا)                            | آسیا و اقیانوسیه (کنفدراسیون والیبال آسیا)                                                 | اروپا (کنفدراسیون والیبال اروپا) | آمریکای شمالی (کنفدراسیون والیبال آمریکای شمالی، مرکزی و کارائیب)                                                                | آمریکای جنوبی (کنفدراسیون والیبال آمریکای جنوبی)                                                                        |
| گروه T برنده: کامرون · گروه U برنده: مصر · گروه V برنده: تونس | گروه A برنده: استرالیا · گروه B برنده: ایران · گروه C برنده: چین · گروه D برنده: کرهٔ جنوبی | کشور میزبان: لهستان · قهرمانی اروپا ۲۰۱۳ قهرمان: روسیه · قهرمانی اروپا ۲۰۱۳ نائب قهرمان: ایتالیا · گروه I برنده: بلغارستان · گروه J برنده: صربستان · گروه K برنده: آلمان · گروه L برنده: بلژیک · گروه M برنده: فنلاند · بهترین نائب قهرمان دور سوم: فرانسه | گروه O برنده: ایالات متحده آمریکا · گروه P برنده: کوبا · گروه Q برنده: کانادا · گروه R برنده: مکزیک · بازی حذفی برنده: پورتوریکو | قهرمانی آمریکای جنوبی ۲۰۱۳ قهرمان: برزیل · قهرمانی آمریکای جنوبی ۲۰۱۳ نائب قهرمان: آرژانتین · واجد شرایط برنده: ونزوئلا |

## گروه‌بندی

### دور یکم
| گروه A              | گروه B            | گروه C             | گروه D                         |
| ------------------- | ----------------- | ------------------ | ------------------------------ |
| لهستان (میزبان)     | برزیل (۱)         | روسیه (۲)          | ایتالیا (۳)                    |
| آرژانتین (۷)        | کوبا (۷, NOR ۲)   | بلغارستان (۶)      | ایالات متحده آمریکا (۴, NOR ۱) |
| صربستان (۹)         | آلمان (۱۰)        | کانادا (۱۱, NOR ۳) | ایران (۱۲)                     |
| استرالیا (۱۴)       | تونس (۱۳, CAVB ۱) | مصر (۱۵, CAVB ۲)   | فرانسه (۱۶)                    |
| کامرون (۱۹, CAVB ۳) | کرهٔ جنوبی (۲۱)    | چین (۱۸)           | پورتوریکو (۲۰, NOR ۴)          |
| ونزوئلا (۳۱)        | فنلاند (۳۰)       | مکزیک (۲۲, NOR ۵)  | بلژیک (۳۷)                     |

### دور دوم
| گروه E | گروه E              | گروه F | گروه F    |
| ------ | ------------------- | ------ | --------- |
| 1A     | لهستان              | 1B     | برزیل     |
| 1D     | فرانسه              | 1C     | روسیه     |
| 2A     | صربستان             | 2B     | آلمان     |
| 2D     | ایران               | 2C     | کانادا    |
| 3A     | آرژانتین            | 3B     | فنلاند    |
| 3D     | ایالات متحده آمریکا | 3C     | بلغارستان |
| 4A     | استرالیا            | 4B     | کوبا      |
| 4D     | ایتالیا             | 4C     | چین       |

### دور سوم
مراسم قرعه‌کشی ۱۴ سپتامبر ۲۰۱۴ در ووچ، لهستان برگزار گردید. تیم‌های نخست گروه‌های E و F در دو گروه مختلف قرار گرفتند اما تیم‌های دیگر با قرعه‌کشی در دو گروه قرار گرفتند.
| گروه G | گروه G | گروه H | گروه H |
| ------ | ------ | ------ | ------ |
| 1E     | فرانسه | 1F     | برزیل  |
| 3F     | آلمان  | 2E     | لهستان |
| 3E     | ایران  | 2F     | روسیه  |

## سالن‌ها
| شهر            | استادیوم         | تصویر | ظرفیت  |
| -------------- | ---------------- | ----- | ------ |
| ورشو           | ورزشگاه ملی ورشو |       | ۶۲٬۱۰۰ |
| کراکوف         | کراکوف آرنا      |       | ۱۳٬۴۰۰ |
| لودز           | اطلس آرنا        |       | ۱۰٬۰۰۰ |
| کاتوویتس       | اسپودک           |       | ۱۱٬۵۰۰ |
| گدانسک / سوپوت | ارگو آرنا        |       | ۱۱٬۴۰۹ |
| بیدگوشچ        | ووچنیچکا         |       | ۸٬۰۰۰  |
| وروتسواف       | ساختمان سده      |       | ۱۵٬۳۲۸ |

## روش رتبه‌بندی در گروه
1. امتیازات بازی‌ها
2. شمار بازی‌های برده
3. میانگین ست‌ها
4. میانگین امتیازات
5. نتایج به دست آمده در بازی بین تیم‌های مساوی

برد بازی ۳–۰ یا ۳–۱: ۳ امتیاز بازی برای برنده، ۰ امتیاز بازی برای بازنده

برد بازی ۳–۲: ۲ امتیاز بازی برای برنده، ۱ امتیاز بازی برای بازنده

## بازی افتتاحیه

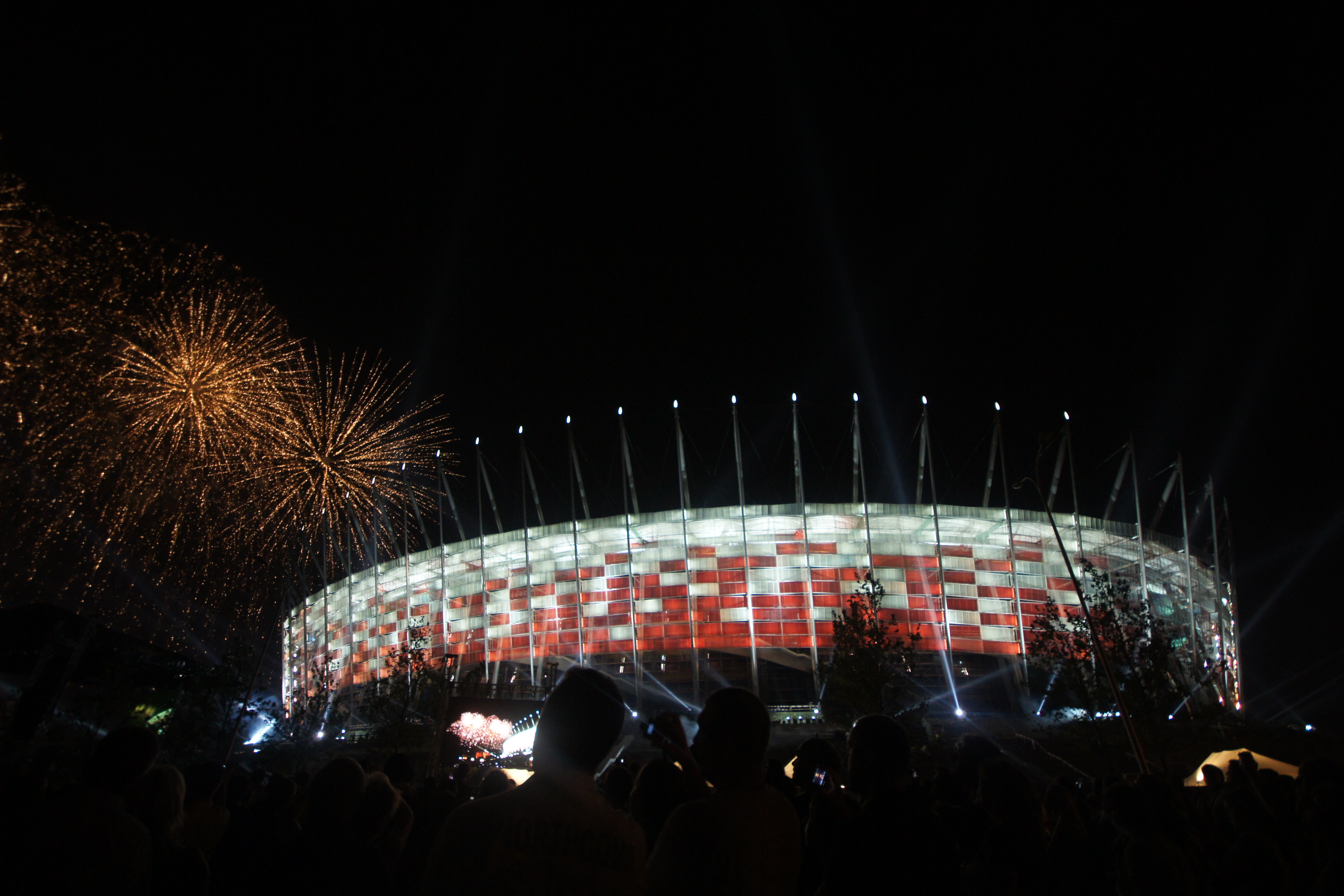
ورزشگاه ملی، ورشو

قهرمانی جهان ۲۰۱۴ با بازی افتتاحیهٔ رؤیایی بین لهستان و صربستان با حضور بیش از ۶۲٬۰۰۰ نفر در ورزشگاه ملی، ورشو شروع شد.

## دور یکم
- تمام زمان‌ها براساس ساعت تابستانی اروپای مرکزی (یوتی‌سی ۲:۰۰+) می‌باشد.
- چهار تیم برتر هر گروه به دور دوم راه پیدا می‌کرد.

|  | راه‌یافته به دور دوم |

### گروه A
|      |          |          | مسابقات | مسابقات | ست‌ها | ست‌ها | ست‌ها   | امتیازها | امتیازها | امتیازها |
| رتبه | تیم      | امتیازها | برد     | باخت    | برد  | باخت | نسبت   | برد      | باخت     | نسبت     |
| ---- | -------- | -------- | ------- | ------- | ---- | ---- | ------ | -------- | -------- | -------- |
| ۱    | لهستان   | ۱۵       | ۵       | ۰       | ۱۵   | ۱    | ۱۵٫۰۰۰ | ۴۰۰      | ۳۱۱      | ۱٫۲۸۶    |
| ۲    | صربستان  | ۱۲       | ۴       | ۱       | ۱۲   | ۶    | ۲٫۰۰۰  | ۴۲۵      | ۳۹۶      | ۱٫۰۷۳    |
| ۳    | آرژانتین | ۹        | ۳       | ۲       | ۱۰   | ۶    | ۱٫۶۶۷  | ۳۷۲      | ۳۴۲      | ۱٫۰۸۸    |
| ۴    | استرالیا | ۵        | ۲       | ۳       | ۷    | ۱۱   | ۰٫۶۳۶  | ۳۸۴      | ۳۹۷      | ۰٫۹۶۷    |
| ۵    | ونزوئلا  | ۴        | ۱       | ۴       | ۵    | ۱۳   | ۰٫۳۸۵  | ۳۶۶      | ۴۲۴      | ۰٫۸۶۳    |
| ۶    | کامرون   | ۰        | ۰       | ۵       | ۳    | ۱۵   | ۰٫۲۰۰  | ۳۸۲      | ۴۵۹      | ۰٫۸۳۲    |

| تاریخ     | ساعت  |          | امتیاز |          | ست ۱  | ست ۲  | ست ۳  | ست ۴  | ست ۵ | مجموع  | گزارش |
| --------- | ----- | -------- | ------ | -------- | ----- | ----- | ----- | ----- | ---- | ------ | ----- |
| ۳۰ اوت    | ۲۰:۱۵ | لهستان   | ۳–۰    | صربستان  | ۲۵–۱۹ | ۲۵–۱۸ | ۲۵–۱۸ |       |      | ۷۵–۵۵  | P2 P3 |
| ۳۱ اوت    | ۱۶:۳۰ | ونزوئلا  | ۰–۳    | آرژانتین | ۲۳–۲۵ | ۱۷–۲۵ | ۱۹–۲۵ |       |      | ۵۹–۷۵  | P2 P3 |
| ۳۱ اوت    | ۲۰:۲۵ | کامرون   | ۰–۳    | استرالیا | ۲۲–۲۵ | ۱۵–۲۵ | ۱۸–۲۵ |       |      | ۵۵–۷۵  | P2 P3 |
| ۲ سپتامبر | ۱۳:۱۰ | آرژانتین | ۱–۳    | صربستان  | ۱۷–۲۵ | ۲۵–۲۰ | ۲۱–۲۵ | ۲۱–۲۵ |      | ۸۴–۹۵  | P2 P3 |
| ۲ سپتامبر | ۱۶:۴۰ | ونزوئلا  | ۳–۱    | کامرون   | ۲۵–۲۲ | ۲۵–۲۱ | ۳۱–۳۳ | ۲۵–۱۴ |      | ۱۰۶–۹۰ | P2 P3 |
| ۲ سپتامبر | ۲۰:۲۵ | استرالیا | ۰–۳    | لهستان   | ۱۷–۲۵ | ۱۹–۲۵ | ۲۲–۲۵ |       |      | ۵۸–۷۵  | P2 P3 |
| ۴ سپتامبر | ۱۳:۱۰ | کامرون   | ۰–۳    | آرژانتین | ۱۷–۲۵ | ۱۸–۲۵ | ۲۳–۲۵ |       |      | ۵۸–۷۵  | P2 P3 |
| ۴ سپتامبر | ۱۶:۴۰ | صربستان  | ۳–۱    | استرالیا | ۲۵–۲۳ | ۲۵–۲۲ | ۲۲–۲۵ | ۲۵–۱۷ |      | ۹۷–۸۷  | P2 P3 |
| ۴ سپتامبر | ۲۰:۲۵ | لهستان   | ۳–۰    | ونزوئلا  | ۲۵–۲۰ | ۲۵–۱۳ | ۲۵–۱۴ |       |      | ۷۵–۴۷  | P2 P3 |
| ۶ سپتامبر | ۱۳:۱۰ | آرژانتین | ۳–۰    | استرالیا | ۲۵–۱۸ | ۲۵–۱۹ | ۲۵–۱۸ |       |      | ۷۵–۵۵  | P2 P3 |
| ۶ سپتامبر | ۱۶:۴۰ | ونزوئلا  | ۰–۳    | صربستان  | ۲۰–۲۵ | ۱۷–۲۵ | ۲۲–۲۵ |       |      | ۵۹–۷۵  | P2 P3 |
| ۶ سپتامبر | ۲۰:۲۵ | کامرون   | ۱–۳    | لهستان   | ۲۷–۲۵ | ۲۳–۲۵ | ۱۶–۲۵ | ۲۲–۲۵ |      | ۸۸–۱۰۰ | P2 P3 |
| ۷ سپتامبر | ۱۳:۱۰ | استرالیا | ۳–۲    | ونزوئلا  | ۲۵–۲۰ | ۲۳–۲۵ | ۲۱–۲۵ | ۲۵–۱۶ | ۱۵–۹ | ۱۰۹–۹۵ | P2 P3 |
| ۷ سپتامبر | ۱۶:۴۰ | لهستان   | ۳–۰    | آرژانتین | ۲۵–۲۰ | ۲۵–۲۰ | ۲۵–۲۳ |       |      | ۷۵–۶۳  | P2 P3 |
| ۷ سپتامبر | ۲۰:۲۵ | صربستان  | ۳–۱    | کامرون   | ۲۵–۲۱ | ۲۴–۲۶ | ۲۹–۲۷ | ۲۵–۱۷ |      | ۱۰۳–۹۱ | P2 P3 |

### گروه B
|      |           |          | مسابقات | مسابقات | ست‌ها | ست‌ها | ست‌ها  | امتیازها | امتیازها | امتیازها |
| رتبه | تیم       | امتیازها | برد     | باخت    | برد  | باخت | نسبت  | برد      | باخت     | نسبت     |
| ---- | --------- | -------- | ------- | ------- | ---- | ---- | ----- | -------- | -------- | -------- |
| ۱    | برزیل     | ۱۴       | ۵       | ۰       | ۱۵   | ۳    | ۵٫۰۰۰ | ۴۲۸      | ۳۵۲      | ۱٫۲۱۶    |
| ۲    | آلمان     | ۱۲       | ۴       | ۱       | ۱۲   | ۵    | ۲٫۴۰۰ | ۳۹۸      | ۳۳۸      | ۱٫۱۷۸    |
| ۳    | فنلاند    | ۸        | ۳       | ۲       | ۱۰   | ۸    | ۱٫۲۵۰ | ۴۱۵      | ۳۹۶      | ۱٫۰۴۸    |
| ۴    | کوبا      | ۶        | ۲       | ۳       | ۹    | ۱۲   | ۰٫۷۵۰ | ۴۴۸      | ۴۶۶      | ۰٫۹۶۱    |
| ۵    | کرهٔ جنوبی | ۴        | ۱       | ۴       | ۶    | ۱۳   | ۰٫۴۶۲ | ۳۹۰      | ۴۴۱      | ۰٫۸۸۴    |
| ۶    | تونس      | ۱        | ۰       | ۵       | ۴    | ۱۵   | ۰٫۲۶۷ | ۳۶۱      | ۴۴۷      | ۰٫۸۰۸    |

| تاریخ     | ساعت  |           | امتیاز |           | ست ۱  | ست ۲  | ست ۳  | ست ۴  | ست ۵  | مجموع   | گزارش |
| --------- | ----- | --------- | ------ | --------- | ----- | ----- | ----- | ----- | ----- | ------- | ----- |
| ۱ سپتامبر | ۱۳:۱۰ | برزیل     | ۳–۰    | آلمان     | ۲۵–۲۱ | ۲۵–۱۹ | ۲۵–۱۷ |       |       | ۷۵–۵۷   | P2 P3 |
| ۱ سپتامبر | ۱۶:۴۰ | فنلاند    | ۳–۲    | کوبا      | ۱۸–۲۵ | ۲۱–۲۵ | ۲۷–۲۵ | ۲۵–۲۳ | ۱۵–۱۲ | ۱۰۶–۱۱۰ | P2 P3 |
| ۱ سپتامبر | ۲۰:۲۵ | کرهٔ جنوبی | ۳–۱    | تونس      | ۲۴–۲۶ | ۲۶–۲۴ | ۲۵–۲۱ | ۲۵–۱۸ |       | ۱۰۰–۸۹  | P2 P3 |
| ۳ سپتامبر | ۱۳:۱۰ | کوبا      | ۰–۳    | آلمان     | ۱۶–۲۵ | ۲۱–۲۵ | ۱۹–۲۵ |       |       | ۵۶–۷۵   | P2 P3 |
| ۳ سپتامبر | ۱۶:۴۰ | فنلاند    | ۳–۰    | کرهٔ جنوبی | ۲۵–۲۲ | ۲۶–۲۴ | ۲۵–۱۵ |       |       | ۷۶–۶۱   | P2 P3 |
| ۳ سپتامبر | ۲۰:۲۵ | تونس      | ۰–۳    | برزیل     | ۱۸–۲۵ | ۱۰–۲۵ | ۱۷–۲۵ |       |       | ۴۵–۷۵   | P2 P3 |
| ۵ سپتامبر | ۱۳:۱۰ | کرهٔ جنوبی | ۱–۳    | کوبا      | ۲۱–۲۵ | ۲۵–۲۳ | ۱۴–۲۵ | ۲۲–۲۵ |       | ۸۲–۹۸   | P2 P3 |
| ۵ سپتامبر | ۱۶:۴۰ | آلمان     | ۳–۱    | تونس      | ۲۵–۱۳ | ۲۵–۱۹ | ۲۱–۲۵ | ۲۵–۱۲ |       | ۹۶–۶۹   | P2 P3 |
| ۵ سپتامبر | ۲۰:۲۵ | برزیل     | ۳–۰    | فنلاند    | ۲۷–۲۵ | ۲۵–۲۱ | ۲۶–۲۴ |       |       | ۷۸–۷۰   | P2 P3 |
| ۶ سپتامبر | ۱۳:۱۰ | کوبا      | ۳–۲    | تونس      | ۱۶–۲۵ | ۲۵–۲۰ | ۲۵–۲۳ | ۲۰–۲۵ | ۱۵–۱۳ | ۱۰۱–۱۰۶ | P2 P3 |
| ۶ سپتامبر | ۱۶:۴۰ | فنلاند    | ۱–۳    | آلمان     | ۲۰–۲۵ | ۲۵–۱۹ | ۲۴–۲۶ | ۱۹–۲۵ |       | ۸۸–۹۵   | P2 P3 |
| ۶ سپتامبر | ۲۰:۲۵ | کرهٔ جنوبی | ۲–۳    | برزیل     | ۲۵–۲۱ | ۱۳–۲۵ | ۲۱–۲۵ | ۲۵–۱۷ | ۱۳–۱۵ | ۹۷–۱۰۳  | P2 P3 |
| ۷ سپتامبر | ۱۳:۱۰ | تونس      | ۰–۳    | فنلاند    | ۱۸–۲۵ | ۱۴–۲۵ | ۲۰–۲۵ |       |       | ۵۲–۷۵   | P2 P3 |
| ۷ سپتامبر | ۱۶:۴۰ | آلمان     | ۳–۰    | کرهٔ جنوبی | ۲۵–۱۳ | ۲۵–۱۶ | ۲۵–۲۱ |       |       | ۷۵–۵۰   | P2 P3 |
| ۷ سپتامبر | ۲۰:۲۵ | برزیل     | ۳–۱    | کوبا      | ۲۲–۲۵ | ۲۵–۲۳ | ۲۵–۱۸ | ۲۵–۱۷ |       | ۹۷–۸۳   | P2 P3 |

### گروه C
|      |           |          | مسابقات | مسابقات | ست‌ها | ست‌ها | ست‌ها  | امتیازها | امتیازها | امتیازها |
| رتبه | تیم       | امتیازها | برد     | باخت    | برد  | باخت | نسبت  | برد      | باخت     | نسبت     |
| ---- | --------- | -------- | ------- | ------- | ---- | ---- | ----- | -------- | -------- | -------- |
| ۱    | روسیه     | ۱۴       | ۵       | ۰       | ۱۵   | ۳    | ۵٫۰۰۰ | ۴۲۹      | ۳۴۷      | ۱٫۲۳۶    |
| ۲    | کانادا    | ۱۱       | ۴       | ۱       | ۱۲   | ۵    | ۲٫۴۰۰ | ۳۹۲      | ۳۴۹      | ۱٫۱۲۳    |
| ۳    | بلغارستان | ۱۰       | ۳       | ۲       | ۱۳   | ۸    | ۱٫۶۲۵ | ۴۶۲      | ۴۳۷      | ۱٫۰۵۷    |
| ۴    | چین       | ۶        | ۲       | ۳       | ۶    | ۱۱   | ۰٫۵۴۵ | ۳۸۶      | ۴۰۸      | ۰٫۹۴۶    |
| ۵    | مکزیک     | ۲        | ۱       | ۴       | ۵    | ۱۴   | ۰٫۳۵۷ | ۳۷۰      | ۴۴۲      | ۰٫۸۳۷    |
| ۶    | مصر       | ۲        | ۰       | ۵       | ۵    | ۱۵   | ۰٫۳۳۳ | ۴۱۱      | ۴۶۷      | ۰٫۸۸۰    |

| تاریخ     | ساعت  |           | امتیاز |           | ست ۱  | ست ۲  | ست ۳  | ست ۴  | ست ۵  | مجموع   | گزارش |
| --------- | ----- | --------- | ------ | --------- | ----- | ----- | ----- | ----- | ----- | ------- | ----- |
| ۱ سپتامبر | ۱۳:۱۰ | روسیه     | ۳–۰    | کانادا    | ۲۵–۲۱ | ۲۵–۱۹ | ۲۵–۲۱ |       |       | ۷۵–۶۱   | P2 P3 |
| ۱ سپتامبر | ۱۶:۴۰ | مکزیک     | ۰–۳    | بلغارستان | ۱۶–۲۵ | ۱۷–۲۵ | ۲۱–۲۵ |       |       | ۵۴–۷۵   | P2 P3 |
| ۱ سپتامبر | ۲۰:۲۵ | چین       | ۳–۱    | مصر       | ۲۵–۲۰ | ۲۵–۲۰ | ۲۳–۲۵ | ۳۳–۳۱ |       | ۱۰۶–۹۶  | P2 P3 |
| ۳ سپتامبر | ۱۳:۱۰ | بلغارستان | ۲–۳    | کانادا    | ۲۵–۱۷ | ۱۷–۲۵ | ۲۵–۲۰ | ۲۴–۲۶ | ۸–۱۵  | ۹۹–۱۰۳  | P2 P3 |
| ۳ سپتامبر | ۱۶:۴۰ | مکزیک     | ۱–۳    | چین       | ۲۵–۲۰ | ۱۹–۲۵ | ۲۰–۲۵ | ۲۰–۲۵ |       | ۸۴–۹۵   | P2 P3 |
| ۳ سپتامبر | ۲۰:۲۵ | مصر       | ۰–۳    | روسیه     | ۲۲–۲۵ | ۱۵–۲۵ | ۱۵–۲۵ |       |       | ۵۲–۷۵   | P2 P3 |
| ۵ سپتامبر | ۱۳:۱۰ | چین       | ۰–۳    | بلغارستان | ۲۳–۲۵ | ۲۳–۲۵ | ۱۹–۲۵ |       |       | ۶۵–۷۵   | P2 P3 |
| ۵ سپتامبر | ۱۶:۴۰ | کانادا    | ۳–۰    | مصر       | ۲۵–۱۴ | ۲۵–۱۹ | ۲۵–۲۲ |       |       | ۷۵–۵۵   | P2 P3 |
| ۵ سپتامبر | ۲۰:۲۵ | روسیه     | ۳–۱    | مکزیک     | ۲۱–۲۵ | ۲۵–۲۰ | ۲۵–۱۴ | ۲۵–۱۷ |       | ۹۶–۷۶   | P2 P3 |
| ۶ سپتامبر | ۱۳:۱۰ | بلغارستان | ۳–۲    | مصر       | ۲۵–۲۲ | ۲۶–۲۴ | ۲۳–۲۵ | ۲۰–۲۵ | ۱۵–۱۱ | ۱۰۹–۱۰۷ | P2 P3 |
| ۶ سپتامبر | ۱۶:۴۰ | مکزیک     | ۰–۳    | کانادا    | ۱۷–۲۵ | ۱۸–۲۵ | ۱۹–۲۵ |       |       | ۵۴–۷۵   | P2 P3 |
| ۶ سپتامبر | ۲۰:۲۵ | چین       | ۰–۳    | روسیه     | ۲۲–۲۵ | ۱۱–۲۵ | ۲۱–۲۵ |       |       | ۵۴–۷۵   | P2 P3 |
| ۷ سپتامبر | ۱۳:۱۰ | مصر       | ۲–۳    | مکزیک     | ۲۵–۱۶ | ۲۰–۲۵ | ۲۱–۲۵ | ۲۵–۲۱ | ۱۰–۱۵ | ۱۰۱–۱۰۲ | P2 P3 |
| ۷ سپتامبر | ۱۶:۴۰ | کانادا    | ۳–۰    | چین       | ۲۶–۲۴ | ۲۷–۲۵ | ۲۵–۱۷ |       |       | ۷۸–۶۶   | P2 P3 |
| ۷ سپتامبر | ۲۰:۲۵ | روسیه     | ۳–۲    | بلغارستان | ۲۰–۲۵ | ۲۳–۲۵ | ۲۵–۲۰ | ۲۵–۲۳ | ۱۵–۱۱ | ۱۰۸–۱۰۴ | P2 P3 |

### گروه D
|      |                     |          | مسابقات | مسابقات | ست‌ها | ست‌ها | ست‌ها  | امتیازها | امتیازها | امتیازها |
| رتبه | تیم                 | امتیازها | برد     | باخت    | برد  | باخت | نسبت  | برد      | باخت     | نسبت     |
| ---- | ------------------- | -------- | ------- | ------- | ---- | ---- | ----- | -------- | -------- | -------- |
| ۱    | فرانسه              | ۱۲       | ۴       | ۱       | ۱۴   | ۷    | ۲٫۰۰۰ | ۴۶۹      | ۴۳۷      | ۱٫۰۷۳    |
| ۲    | ایران               | ۱۱       | ۴       | ۱       | ۱۳   | ۷    | ۱٫۸۵۷ | ۴۶۲      | ۴۲۰      | ۱٫۱۰۰    |
| ۳    | ایالات متحده آمریکا | ۹        | ۳       | ۲       | ۱۲   | ۹    | ۱٫۳۳۳ | ۴۶۱      | ۴۱۹      | ۱٫۱۰۰    |
| ۴    | ایتالیا             | ۵        | ۲       | ۳       | ۹    | ۱۲   | ۰٫۷۵۰ | ۴۶۲      | ۴۷۳      | ۰٫۹۷۷    |
| ۵    | بلژیک               | ۵        | ۱       | ۴       | ۹    | ۱۲   | ۰٫۷۵۰ | ۴۳۷      | ۴۶۷      | ۰٫۹۳۶    |
| ۶    | پورتوریکو           | ۳        | ۱       | ۴       | ۳    | ۱۳   | ۰٫۲۳۱ | ۳۱۵      | ۳۹۰      | ۰٫۸۰۸    |

| تاریخ     | ساعت  |                     | امتیاز |                     | ست ۱  | ست ۲  | ست ۳  | ست ۴  | ست ۵  | مجموع   | گزارش |
| --------- | ----- | ------------------- | ------ | ------------------- | ----- | ----- | ----- | ----- | ----- | ------- | ----- |
| ۳۱ اوت    | ۱۳:۱۰ | ایتالیا             | ۱–۳    | ایران               | ۱۶–۲۵ | ۲۵–۲۳ | ۲۱–۲۵ | ۲۲–۲۵ |       | ۸۴–۹۸   | P2 P3 |
| ۳۱ اوت    | ۱۶:۴۰ | بلژیک               | ۲–۳    | ایالات متحده آمریکا | ۲۱–۲۵ | ۲۵–۱۷ | ۱۶–۲۵ | ۲۵–۲۱ | ۱۱–۱۵ | ۹۸–۱۰۳  | P2 P3 |
| ۳۱ اوت    | ۲۰:۲۵ | پورتوریکو           | ۰–۳    | فرانسه              | ۲۳–۲۵ | ۲۲–۲۵ | ۲۴–۲۶ |       |       | ۶۹–۷۶   | P2 P3 |
| ۲ سپتامبر | ۱۳:۱۰ | ایالات متحده آمریکا | ۲–۳    | ایران               | ۲۳–۲۵ | ۱۹–۲۵ | ۲۵–۱۹ | ۲۵–۱۸ | ۱۵–۱۷ | ۱۰۷–۱۰۴ | P2 P3 |
| ۲ سپتامبر | ۱۶:۴۰ | بلژیک               | ۳–۰    | پورتوریکو           | ۲۵–۱۹ | ۲۵–۱۷ | ۲۵–۲۰ |       |       | ۷۵–۵۶   | P2 P3 |
| ۲ سپتامبر | ۲۰:۲۵ | فرانسه              | ۲–۳    | ایتالیا             | ۲۵–۲۰ | ۲۵–۲۰ | ۲۳–۲۵ | ۱۳–۲۵ | ۱۲–۱۵ | ۹۸–۱۰۵  | P2 P3 |
| ۴ سپتامبر | ۱۳:۱۰ | پورتوریکو           | ۰–۳    | ایالات متحده آمریکا | ۱۵–۲۵ | ۸–۲۵  | ۲۰–۲۵ |       |       | ۴۳–۷۵   | P2 P3 |
| ۴ سپتامبر | ۱۶:۴۰ | ایران               | ۱–۳    | فرانسه              | ۱۸–۲۵ | ۲۵–۱۴ | ۱۹–۲۵ | ۲۷–۲۹ |       | ۸۹–۹۳   | P2 P3 |
| ۴ سپتامبر | ۲۰:۲۵ | ایتالیا             | ۳–۱    | بلژیک               | ۲۶–۲۸ | ۲۵–۱۵ | ۲۵–۱۶ | ۲۸–۲۶ |       | ۱۰۴–۸۵  | P2 P3 |
| ۶ سپتامبر | ۱۳:۱۰ | ایالات متحده آمریکا | ۱–۳    | فرانسه              | ۲۵–۱۹ | ۱۷–۲۵ | ۱۵–۲۵ | ۲۱–۲۵ |       | ۷۸–۹۴   | P2 P3 |
| ۶ سپتامبر | ۱۶:۴۰ | بلژیک               | ۱–۳    | ایران               | ۲۳–۲۵ | ۱۵–۲۵ | ۲۵–۲۱ | ۲۰–۲۵ |       | ۸۳–۹۶   | P2 P3 |
| ۶ سپتامبر | ۲۰:۲۵ | پورتوریکو           | ۳–۱    | ایتالیا             | ۱۹–۲۵ | ۲۵–۱۹ | ۲۵–۲۳ | ۲۵–۲۲ |       | ۹۴–۸۹   | P2 P3 |
| ۷ سپتامبر | ۱۳:۱۰ | فرانسه              | ۳–۲    | بلژیک               | ۲۵–۱۴ | ۲۱–۲۵ | ۲۵–۲۰ | ۲۲–۲۵ | ۱۵–۱۲ | ۱۰۸–۹۶  | P2 P3 |
| ۷ سپتامبر | ۱۶:۴۰ | ایران               | ۳–۰    | پورتوریکو           | ۲۵–۱۷ | ۲۵–۲۲ | ۲۵–۱۴ |       |       | ۷۵–۵۳   | P2 P3 |
| ۷ سپتامبر | ۲۰:۲۵ | ایتالیا             | ۱–۳    | ایالات متحده آمریکا | ۱۸–۲۵ | ۲۰–۲۵ | ۲۵–۲۳ | ۱۷–۲۵ |       | ۸۰–۹۸   | P2 P3 |

## دور دوم
- تمام زمان‌ها براساس ساعت تابستانی اروپای مرکزی (یوتی‌سی ۲:۰۰+) می‌باشد.
- نتایج و امتیازات کسب شده توسط تیم‌های رقیب در دور یکم، در دور دوم نیز محاسبه و منظور گردید.
- سه تیم برتر هر گروه به دور سوم راه پیدا کرد.

|  | راه‌یافته به دور سوم |

### گروه E
|      |                     |          | مسابقات | مسابقات | ست‌ها | ست‌ها | ست‌ها  | امتیازها | امتیازها | امتیازها |
| رتبه | تیم                 | امتیازها | برد     | باخت    | برد  | باخت | نسبت  | برد      | باخت     | نسبت     |
| ---- | ------------------- | -------- | ------- | ------- | ---- | ---- | ----- | -------- | -------- | -------- |
| ۱    | فرانسه              | ۱۷       | ۵       | ۲       | ۱۹   | ۱۱   | ۱٫۷۲۷ | ۶۹۳      | ۶۴۹      | ۱٫۰۶۸    |
| ۲    | لهستان              | ۱۶       | ۶       | ۱       | ۱۹   | ۸    | ۲٫۳۷۵ | ۶۳۶      | ۵۶۸      | ۱٫۱۲۰    |
| ۳    | ایران               | ۱۵       | ۵       | ۲       | ۱۸   | ۱۱   | ۱٫۶۳۶ | ۶۵۹      | ۶۲۳      | ۱٫۰۵۸    |
| ۴    | ایالات متحده آمریکا | ۱۴       | ۴       | ۳       | ۱۷   | ۱۲   | ۱٫۴۱۷ | ۶۷۳      | ۶۳۳      | ۱٫۰۶۳    |
| ۵    | صربستان             | ۹        | ۳       | ۴       | ۱۲   | ۱۴   | ۰٫۸۵۷ | ۶۰۱      | ۶۱۷      | ۰٫۹۷۴    |
| ۶    | آرژانتین            | ۸        | ۳       | ۴       | ۱۱   | ۱۵   | ۰٫۷۳۳ | ۵۷۰      | ۶۰۲      | ۰٫۹۴۷    |
| ۷    | ایتالیا             | ۵        | ۲       | ۵       | ۱۰   | ۱۸   | ۰٫۵۵۶ | ۶۱۵      | ۶۴۵      | ۰٫۹۵۳    |
| ۸    | استرالیا            | ۰        | ۰       | ۷       | ۴    | ۲۱   | ۰٫۱۹۰ | ۵۰۹      | ۶۱۹      | ۰٫۸۲۲    |

| تاریخ      | زمان  | ورزشگاه |          | امتیاز |                     | ست ۱  | ست ۲  | ست ۳  | ست ۴  | ست ۵  | مجموع | گزارش |
| ---------- | ----- | ------- | -------- | ------ | ------------------- | ----- | ----- | ----- | ----- | ----- | ----- | ----- |
| ۱۰ سپتامبر | ۱۶:۴۰ | ŁUC     | آرژانتین | ۱–۳    | فرانسه              | ۲۵–۲۱ | ۱۷–۲۵ | ۲۷–۲۹ | ۱۸–۲۵ |       | P۲ P۳ |       |
| ۱۰ سپتامبر | ۱۶:۴۰ | ATA     | صربستان  | ۳–۰    | ایتالیا             | ۲۵–۱۹ | ۲۹–۲۷ | ۲۵–۲۲ |       |       | P۲ P۳ |       |
| ۱۰ سپتامبر | ۲۰:۲۵ | ATA     | لهستان   | ۱–۳    | ایالات متحده آمریکا | ۲۷–۲۹ | ۲۲–۲۵ | ۲۷–۲۵ | ۲۳–۲۵ |       | P۲ P۳ |       |
| ۱۰ سپتامبر | ۲۰:۲۵ | ŁUC     | استرالیا | ۱–۳    | ایران               | ۲۳–۲۵ | ۲۱–۲۵ | ۲۵–۲۱ | ۱۷–۲۵ |       | P۲ P۳ |       |
| ۱۱ سپتامبر | ۱۶:۴۰ | ŁUC     | آرژانتین | ۰–۳    | ایران               | ۱۵–۲۵ | ۲۳–۲۵ | ۱۶–۲۵ |       |       | P۲ P۳ |       |
| ۱۱ سپتامبر | ۱۶:۴۰ | ATA     | صربستان  | ۱–۳    | ایالات متحده آمریکا | ۲۵–۲۳ | ۲۹–۳۱ | ۱۷–۲۵ | ۲۱–۲۵ |       | P۲ P۳ |       |
| ۱۱ سپتامبر | ۲۰:۲۵ | ATA     | لهستان   | ۳–۱    | ایتالیا             | ۱۹–۲۵ | ۲۵–۱۸ | ۲۵–۲۰ | ۲۶–۲۴ |       | P۲ P۳ |       |
| ۱۱ سپتامبر | ۲۰:۲۵ | ŁUC     | استرالیا | ۱–۳    | فرانسه              | ۲۲–۲۵ | ۱۸–۲۵ | ۳۲–۳۰ | ۱۷–۲۵ |       | P۲ P۳ |       |
| ۱۳ سپتامبر | ۱۶:۴۰ | ŁUC     | آرژانتین | ۳–۱    | ایتالیا             | ۱۷–۲۵ | ۲۵–۲۱ | ۳۰–۲۸ | ۲۵–۲۱ |       | P۲ P۳ |       |
| ۱۳ سپتامبر | ۱۶:۴۰ | ATA     | صربستان  | ۱–۳    | فرانسه              | ۲۷–۲۵ | ۲۳–۲۵ | ۲۳–۲۵ | ۲۰–۲۵ |       | P۲ P۳ |       |
| ۱۳ سپتامبر | ۲۰:۲۵ | ATA     | لهستان   | ۳–۲    | ایران               | ۲۵–۱۷ | ۲۵–۱۶ | ۲۴–۲۶ | ۱۹–۲۵ | ۱۶–۱۴ | P۲ P۳ |       |
| ۱۳ سپتامبر | ۲۰:۲۵ | ŁUC     | استرالیا | ۰–۳    | ایالات متحده آمریکا | ۱۵–۲۵ | ۱۹–۲۵ | ۲۰–۲۵ |       |       | P۲ P۳ |       |
| ۱۴ سپتامبر | ۱۶:۴۰ | ŁUC     | آرژانتین | ۳–۲    | ایالات متحده آمریکا | ۱۹–۲۵ | ۲۸–۲۶ | ۲۵–۲۰ | ۲۳–۲۵ | ۱۵–۱۱ | P۲ P۳ |       |
| ۱۴ سپتامبر | ۱۶:۴۰ | ATA     | صربستان  | ۱–۳    | ایران               | ۲۵–۲۷ | ۲۵–۲۲ | ۲۲–۲۵ | ۱۸–۲۵ |       | P۲ P۳ |       |
| ۱۴ سپتامبر | ۲۰:۲۵ | ATA     | لهستان   | ۳–۲    | فرانسه              | ۲۵–۱۸ | ۲۱–۲۵ | ۲۵–۲۳ | ۲۲–۲۵ | ۱۵–۱۲ | P۲ P۳ |       |
| ۱۴ سپتامبر | ۲۰:۲۵ | ŁUC     | استرالیا | ۱–۳    | ایتالیا             | ۲۳–۲۵ | ۱۴–۲۵ | ۲۵–۲۱ | ۱۸–۲۵ |       | P۲ P۳ |       |

### گروه F
|      |           |          | مسابقات | مسابقات | ست‌ها | ست‌ها | ست‌ها   | امتیازها | امتیازها | امتیازها |
| رتبه | تیم       | امتیازها | برد     | باخت    | برد  | باخت | نسبت   | برد      | باخت     | نسبت     |
| ---- | --------- | -------- | ------- | ------- | ---- | ---- | ------ | -------- | -------- | -------- |
| ۱    | برزیل     | ۲۱       | ۷       | ۰       | ۲۱   | ۲    | ۱۰٫۵۰۰ | ۵۷۸      | ۴۷۶      | ۱٫۲۱۴    |
| ۲    | روسیه     | ۱۷       | ۶       | ۱       | ۱۹   | ۶    | ۳٫۱۶۷  | ۵۹۲      | ۴۹۸      | ۱٫۱۸۹    |
| ۳    | آلمان     | ۱۵       | ۵       | ۲       | ۱۵   | ۸    | ۱٫۸۷۵  | ۵۳۷      | ۴۹۷      | ۱٫۰۸۰    |
| ۴    | کانادا    | ۱۰       | ۴       | ۳       | ۱۲   | ۱۳   | ۰٫۹۲۳  | ۵۷۴      | ۵۶۰      | ۱٫۰۲۵    |
| ۵    | فنلاند    | ۶        | ۲       | ۵       | ۹    | ۱۷   | ۰٫۵۲۹  | ۵۶۱      | ۶۰۲      | ۰٫۹۳۲    |
| ۶    | کوبا      | ۶        | ۱       | ۶       | ۱۱   | ۱۸   | ۰٫۶۱۱  | ۶۰۱      | ۶۶۰      | ۰٫۹۱۱    |
| ۷    | بلغارستان | ۵        | ۱       | ۶       | ۸    | ۱۸   | ۰٫۴۴۴  | ۵۳۴      | ۶۰۴      | ۰٫۸۸۴    |
| ۸    | چین       | ۴        | ۲       | ۵       | ۶    | ۱۹   | ۰٫۳۱۶  | ۵۰۸      | ۵۸۸      | ۰٫۸۶۴    |

| تاریخ      | زمان  | ورزشگاه |        | امتیاز |           | ست ۱  | ست ۲  | ست ۳  | ست ۴  | ست ۵  | مجموع | گزارش |
| ---------- | ----- | ------- | ------ | ------ | --------- | ----- | ----- | ----- | ----- | ----- | ----- | ----- |
| ۱۰ سپتامبر | ۱۶:۴۰ | SPO     | برزیل  | ۳–۰    | بلغارستان | ۲۵–۱۵ | ۲۵–۲۱ | ۲۵–۲۱ |       |       | P۲ P۳ |       |
| ۱۰ سپتامبر | ۱۶:۴۰ | CEH     | فنلاند | ۰–۳    | روسیه     | ۱۰–۲۵ | ۱۸–۲۵ | ۱۶–۲۵ |       |       | P۲ P۳ |       |
| ۱۰ سپتامبر | ۲۰:۲۵ | SPO     | آلمان  | ۳–۰    | چین       | ۲۵–۱۹ | ۲۵–۲۲ | ۲۵–۱۷ |       |       | P۲ P۳ |       |
| ۱۰ سپتامبر | ۲۰:۲۵ | CEH     | کوبا   | ۲–۳    | کانادا    | ۲۷–۲۵ | ۱۸–۲۵ | ۲۵–۲۳ | ۱۱–۲۵ | ۱۳–۱۵ | P۲ P۳ |       |
| ۱۱ سپتامبر | ۱۶:۴۰ | SPO     | برزیل  | ۳–۰    | چین       | ۲۵–۱۴ | ۲۵–۲۳ | ۲۵–۱۸ |       |       | P۲ P۳ |       |
| ۱۱ سپتامبر | ۱۶:۴۰ | CEH     | فنلاند | ۰–۳    | کانادا    | ۲۵–۲۷ | ۲۵–۲۷ | ۱۹–۲۵ |       |       | P۲ P۳ |       |
| ۱۱ سپتامبر | ۲۰:۲۵ | SPO     | آلمان  | ۳–۱    | بلغارستان | ۲۵–۱۶ | ۲۵–۱۵ | ۲۳–۲۵ | ۲۵–۱۷ |       | P۲ P۳ |       |
| ۱۱ سپتامبر | ۲۰:۲۵ | CEH     | کوبا   | ۱–۳    | روسیه     | ۱۸–۲۵ | ۲۵–۲۳ | ۱۵–۲۵ | ۱۹–۲۵ |       | P۲ P۳ |       |
| ۱۳ سپتامبر | ۱۶:۴۰ | SPO     | برزیل  | ۳–۰    | کانادا    | ۲۵–۱۹ | ۲۵–۲۳ | ۲۹–۲۷ |       |       | P۲ P۳ |       |
| ۱۳ سپتامبر | ۱۶:۴۰ | CEH     | فنلاند | ۲–۳    | چین       | ۲۵–۲۲ | ۲۲–۲۵ | ۲۳–۲۵ | ۲۵–۲۰ | ۱۴–۱۶ | P۲ P۳ |       |
| ۱۳ سپتامبر | ۲۰:۲۵ | SPO     | آلمان  | ۰–۳    | روسیه     | ۱۷–۲۵ | ۱۸–۲۵ | ۲۴–۲۶ |       |       | P۲ P۳ |       |
| ۱۳ سپتامبر | ۲۰:۲۵ | CEH     | کوبا   | ۳–۰    | بلغارستان | ۲۵–۲۳ | ۲۵–۱۸ | ۳۰–۲۸ |       |       | P۲ P۳ |       |
| ۱۴ سپتامبر | ۱۶:۴۰ | SPO     | برزیل  | ۳–۱    | روسیه     | ۲۵–۲۱ | ۲۴–۲۶ | ۲۵–۱۹ | ۲۵–۱۹ |       | P۲ P۳ |       |
| ۱۴ سپتامبر | ۱۶:۴۰ | CEH     | فنلاند | ۳–۰    | بلغارستان | ۲۵–۱۸ | ۲۵–۲۱ | ۲۵–۱۸ |       |       | P۲ P۳ |       |
| ۱۴ سپتامبر | ۲۰:۲۵ | SPO     | آلمان  | ۳–۰    | کانادا    | ۲۸–۲۶ | ۲۵–۲۲ | ۲۵–۲۳ |       |       | P۲ P۳ |       |
| ۱۴ سپتامبر | ۲۰:۲۵ | CEH     | کوبا   | ۲–۳    | چین       | ۲۵–۱۹ | ۲۰–۲۵ | ۲۵–۱۸ | ۲۰–۲۵ | ۱۱–۱۵ | P۲ P۳ |       |

## دور سوم
- تمام زمان‌ها براساس ساعت تابستانی اروپای مرکزی (یوتی‌سی ۲:۰۰+) می‌باشد.
- دو تیم برتر هر گروه به نیمه‌نهایی‌ها راه پیدا کردند، همچنین تیم‌های سوم دو گروه به بازی تعیین جایگاه پنجم و ششم راه پیدا کردند.

|  | راه‌یافته به نیمه‌نهایی‌ها    |
|  | راه‌یافته به بازی مکان پنجم |

### گروه G
|      |        |          | مسابقات | مسابقات | ست‌ها | ست‌ها | ست‌ها  | امتیازها | امتیازها | امتیازها |
| رتبه | تیم    | امتیازها | برد     | باخت    | برد  | باخت | نسبت  | برد      | باخت     | نسبت     |
| ---- | ------ | -------- | ------- | ------- | ---- | ---- | ----- | -------- | -------- | -------- |
| ۱    | فرانسه | ۵        | ۲       | ۰       | ۶    | ۲    | ۳٫۰۰۰ | ۱۸۲      | ۱۶۳      | ۱٫۱۱۷    |
| ۲    | آلمان  | ۳        | ۱       | ۱       | ۳    | ۳    | ۱٫۰۰۰ | ۱۳۶      | ۱۳۱      | ۱٫۰۳۸    |
| ۳    | ایران  | ۱        | ۰       | ۲       | ۲    | ۶    | ۰٫۳۳۳ | ۱۵۷      | ۱۸۱      | ۰٫۸۶۷    |

| تاریخ      | ساعت  |        | امتیاز |       | ست ۱  | ست ۲  | ست ۳  | ست ۴  | ست ۵ | مجموع   | گزارش |
| ---------- | ----- | ------ | ------ | ----- | ----- | ----- | ----- | ----- | ---- | ------- | ----- |
| ۱۶ سپتامبر | ۲۰:۲۵ | فرانسه | ۳–۰    | آلمان | ۲۵–۱۵ | ۲۶–۲۴ | ۲۵–۲۲ |       |      | ۷۶–۶۱   | P2 P3 |
| ۱۷ سپتامبر | ۲۰:۲۵ | آلمان  | ۳–۰    | ایران | ۲۵–۱۵ | ۲۵–۲۱ | ۲۵–۱۹ |       |      | ۷۵–۵۵   | P2 P3 |
| ۱۸ سپتامبر | ۲۰:۲۵ | فرانسه | ۳–۲    | ایران | ۲۵–۲۰ | ۲۵–۲۳ | ۲۲–۲۵ | ۱۹–۲۵ | ۱۵–۹ | ۱۰۶–۱۰۲ | P2 P3 |

### گروه H
|      |        |          | مسابقات | مسابقات | ست‌ها | ست‌ها | ست‌ها  | امتیازها | امتیازها | امتیازها |
| رتبه | تیم    | امتیازها | برد     | باخت    | برد  | باخت | نسبت  | برد      | باخت     | نسبت     |
| ---- | ------ | -------- | ------- | ------- | ---- | ---- | ----- | -------- | -------- | -------- |
| ۱    | لهستان | ۴        | ۲       | ۰       | ۶    | ۴    | ۱٫۵۰۰ | ۲۱۱      | ۲۱۰      | ۱٫۰۰۵    |
| ۲    | برزیل  | ۴        | ۱       | ۱       | ۵    | ۳    | ۱٫۶۶۷ | ۱۸۰      | ۱۶۶      | ۱٫۰۸۴    |
| ۳    | روسیه  | ۱        | ۰       | ۲       | ۲    | ۶    | ۰٫۳۳۳ | ۱۶۸      | ۱۸۳      | ۰٫۹۱۸    |

| تاریخ      | ساعت  |        | امتیاز |       | ست ۱  | ست ۲  | ست ۳  | ست ۴  | ست ۵  | مجموع   | گزارش |
| ---------- | ----- | ------ | ------ | ----- | ----- | ----- | ----- | ----- | ----- | ------- | ----- |
| ۱۶ سپتامبر | ۲۰:۲۵ | لهستان | ۳–۲    | برزیل | ۲۵–۲۲ | ۲۲–۲۵ | ۱۴–۲۵ | ۲۵–۱۸ | ۱۷–۱۵ | ۱۰۳–۱۰۵ | P2 P3 |
| ۱۷ سپتامبر | ۲۰:۲۵ | برزیل  | ۳–۰    | روسیه | ۲۵–۲۲ | ۲۵–۲۰ | ۲۵–۲۱ |       |       | ۷۵–۶۳   | P2 P3 |
| ۱۸ سپتامبر | ۲۰:۲۵ | لهستان | ۳–۲    | روسیه | ۲۵–۲۲ | ۲۵–۲۲ | ۲۱–۲۵ | ۲۲–۲۵ | ۱۵–۱۱ | ۱۰۸–۱۰۵ | P2 P3 |

## دور نهایی
- تمام زمان‌ها براساس ساعت تابستانی اروپای مرکزی (یوتی‌سی ۲:۰۰+) می‌باشد.

### مکان پنجم تا ششم

#### بازی مکان پنجم
| تاریخ      | ساعت  |       | امتیاز |       | ست ۱  | ست ۲  | ست ۳  | ست ۴ | ست ۵ | مجموع | گزارش |
| ---------- | ----- | ----- | ------ | ----- | ----- | ----- | ----- | ---- | ---- | ----- | ----- |
| ۲۰ سپتامبر | ۱۳:۴۰ | ایران | ۰–۳    | روسیه | ۱۹–۲۵ | ۲۱–۲۵ | ۱۸–۲۵ |      |      | ۵۸–۷۵ | P2 P3 |

### چهار تیم نهایی
|  | نیمه‌نهایی‌ها | نیمه‌نهایی‌ها |               |   | نهایی | نهایی |
|  |             |             |               |   |       |       |
|  | ۲۰ سپتامبر  |             |               |   |       |       |
|  |             |             |               |   |       |       |
|  | فرانسه      | ۲           |               |   |       |       |
|  | فرانسه      | ۲           | ۲۱ سپتامبر    |   |       |       |
|  | برزیل       | ۳           |               |   |       |       |
|  | برزیل       | ۳           | برزیل         | ۱ |       |       |
|  | ۲۰ سپتامبر  |             | برزیل         | ۱ |       |       |
|  |             | لهستان      | ۳             |   |       |       |
|  | آلمان       | لهستان      | ۳             | ۱ |       |       |
|  | آلمان       |             |               | ۱ |       |       |
|  | لهستان      | ۳           |               |   |       |       |
|  | لهستان      | ۳           | بازی مکان سوم |   |       |       |
|  |             |             |               |   |       |       |
|  | ۲۱ سپتامبر  |             |               |   |       |       |
|  |             |             |               |   |       |       |
|  | فرانسه      | ۰           |               |   |       |       |
|  | فرانسه      | ۰           |               |   |       |       |
|  | آلمان       | ۳           |               |   |       |       |

#### نیمه‌نهایی‌ها
| تاریخ      | ساعت  |        | امتیاز |        | ست ۱  | ست ۲  | ست ۳  | ست ۴  | ست ۵  | مجموع   | گزارش |
| ---------- | ----- | ------ | ------ | ------ | ----- | ----- | ----- | ----- | ----- | ------- | ----- |
| ۲۰ سپتامبر | ۱۶:۴۰ | فرانسه | ۲–۳    | برزیل  | ۱۸–۲۵ | ۲۵–۲۳ | ۲۳–۲۵ | ۲۵–۲۲ | ۱۲–۱۵ | ۱۰۳–۱۱۰ | P2 P3 |
| ۲۰ سپتامبر | ۲۰:۲۵ | آلمان  | ۱–۳    | لهستان | ۲۴–۲۶ | ۲۶–۲۸ | ۲۵–۲۳ | ۲۱–۲۵ |       | ۹۶–۱۰۲  | P2 P3 |

#### دیدار سومی
| تاریخ      | ساعت  |        | امتیاز |       | ست ۱  | ست ۲  | ست ۳  | ست ۴ | ست ۵ | مجموع | گزارش |
| ---------- | ----- | ------ | ------ | ----- | ----- | ----- | ----- | ---- | ---- | ----- | ----- |
| ۲۱ سپتامبر | ۱۶:۴۰ | فرانسه | ۰–۳    | آلمان | ۲۱–۲۵ | ۲۴–۲۶ | ۲۳–۲۵ |      |      | ۶۸–۷۶ | P2 P3 |

#### فینال
| تاریخ      | ساعت  |       | امتیاز |        | ست ۱  | ست ۲  | ست ۳  | ست ۴  | ست ۵ | مجموع | گزارش |
| ---------- | ----- | ----- | ------ | ------ | ----- | ----- | ----- | ----- | ---- | ----- | ----- |
| ۲۱ سپتامبر | ۲۰:۲۵ | برزیل | ۱–۳    | لهستان | ۲۵–۱۸ | ۲۲–۲۵ | ۲۳–۲۵ | ۲۲–۲۵ |      | ۹۲–۹۳ | P2 P3 |

## رده‌بندی نهایی
| رتبه | تیم                 |
| ---- | ------------------- |
| 1    | لهستان              |
| 2    | برزیل               |
| 3    | آلمان               |
| ۴    | فرانسه              |
| ۵    | روسیه               |
| ۶    | ایران               |
| ۷    | کانادا              |
| ۷    | ایالات متحده آمریکا |
| ۹    | فنلاند              |
| ۹    | صربستان             |
| ۱۱   | آرژانتین            |
| ۱۱   | کوبا                |
| ۱۳   | بلغارستان           |
| ۱۳   | ایتالیا             |
| ۱۵   | استرالیا            |
| ۱۵   | چین                 |
| ۱۷   | بلژیک               |
| ۱۷   | مکزیک               |
| ۱۷   | کرهٔ جنوبی           |
| ۱۷   | ونزوئلا             |
| ۲۱   | کامرون              |
| ۲۱   | مصر                 |
| ۲۱   | پورتوریکو           |
| ۲۱   | تونس                |

|  | راه‌یافته به جام جهانی ۲۰۱۵ |

| قهرمان جهان ۲۰۱۴       |
| ---------------------- |
| · لهستان · دومین عنوان |

| فهرست تیم |
| پیوتر نواکوفسکی، میخال وینیارسکی (c)، داوید کونارسکی، پاول زاگومنی، کارول کلوس، آندرژی ورونا، ماریوش ولازلی، فابین دژیزگا، میخال کوبیاک، کشیشتف ایگناچاک، پاوو زاتورسکی، مارسین مژدونک، متئوش میکا، رافال بوشک |
| سرمربی |
| استفان آنتیگا |

## شگفتی سازان
تیم ملی والیبال مردان ایران
در این دوره  تیم ملی ایران تنها شگفتی ساز بزرگ و بی همتای مسابقات بود که با شکست قهرمانان  و بزرگان والیبال جهان همچون  ایتالیا _ آمریکا _ صربستان _  آرژانتین _  بلژیک و تیمهای دیگر موفق شد نتایجی تاریخی را رقم بزند و  دنیای والیبال را وادار به تحسین کند . در پایان ایران موفق شد جایگاه ششمی جهان را از آن خود کند.

## جوایز
| - باارزش‌ترین بازیکن ماریوش ولازلی - بهترین پاسور لوکاس کامپا - بهترین اسپک زننده پشت خط زن ریکاردو لوکارلی موریلو اندرس | - بهترین دفاع کننده میانی مارکوس بومه کارول کلوس - بهترین اسپک زننده قطر پاسور ماریوش ولازلی - بهترین لیبرو جنیا گربنیکوف |

## جوایز مالی
| - جوایز نقدی برای رده‌بندی نهایی قهرمان – $۲۰۰٬۰۰۰ نائب قهرمان – $۱۲۵٬۰۰۰ مقام سوم – $۷۵٬۰۰۰ | - جوایز نقدی برای جوایز انفرادی باارزش‌ترین بازیکن – $۳۰٬۰۰۰ بهترین پاس دهنده – $۱۰٬۰۰۰ بهترین آبشار زننده پشت خط زن – $۱۰٬۰۰۰ (۲ بازیکن) بهترین دفاع کننده میانی – $۱۰٬۰۰۰ (۲ بازیکن) بهترین آبشار زننده قطر پاسور – $۱۰٬۰۰۰ بهترین بازیکن آزاد – $۱۰٬۰۰۰ |

## حاشیه‌ها
در روز افتتاحیه اختلاف شبکه تلویزیونی پل-اسپورت با دولت لهستان، مردم را از تماشای مستقیم مسابقات محروم کرد. مجری انحصاری پوشش قهرمانی جهان به خاطر اختلاف مالی با دولت لهستان، بازی‌ها را فقط برای آنهایی که کارت اعتباری خریده‌اند، پخش کرد و اکثر مردم لهستان از تماشای بازی‌ها از تلویزیون ملی محروم شدند در این بین مردم لهستان دست به تظاهرات خیابانی زدند.

## بازاریابی

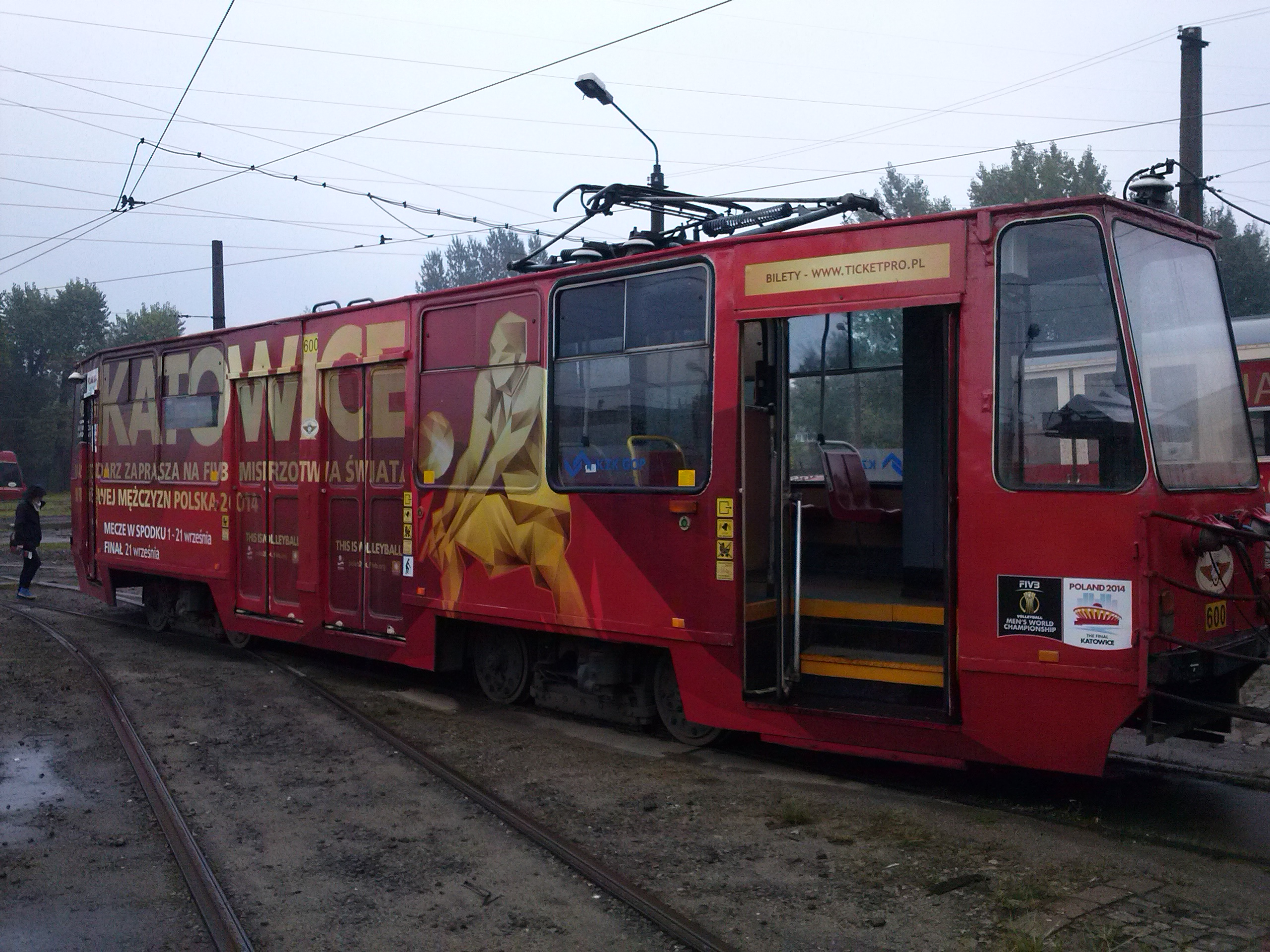
تبلیغات قهرمانی جهان در کاتوویتسه بر روی تراموا

### حامیان
- میکاسا
- آدیداس
- کی‌جی‌اچ‌ام
- سامسونگ
- گرفلور
- پلاس
- پلاس لیگا
- ویرتولانا پولسکا
- رادیو زت
- پلست
- وزارت ورزش و گردشگری لهستان

### آهنگ رسمی
آهنگ آغازین رسمی بازی‌ها به نام «آتش به پا کنید» از مارگارت بود. وی همچنین این آهنگ را در مراسم گشایش این رقابت‌ها در روز ۳۰ اوت در ورزشگاه ملی ورشو، پیش از بازی لهستان مقابل صربستان، اجرا کرد. این رویداد در بیش از ۱۶۸ کشور جهان منتشر شد.

## پخش‌کننده‌ها

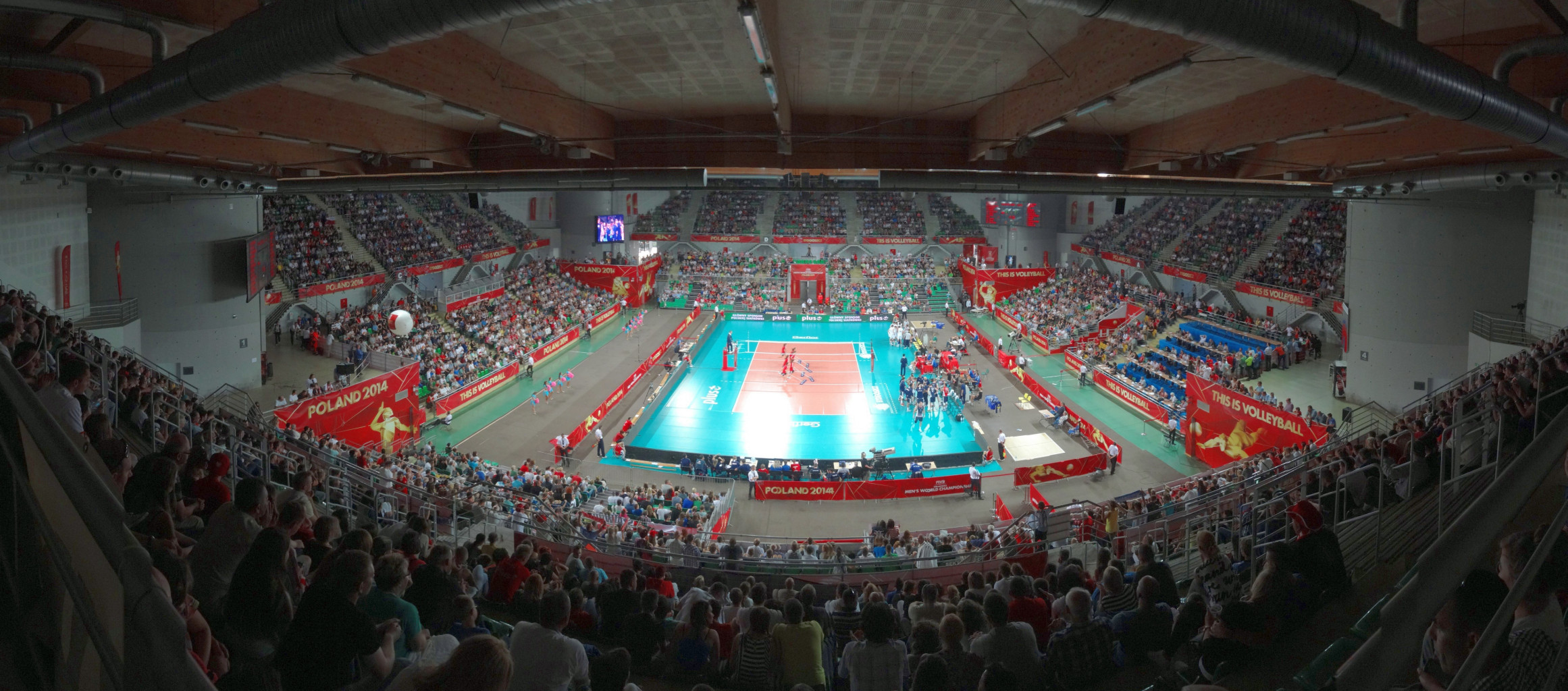
ایالات متحدهٔ آمریکا مقابل آرژانتین، ۱۴ سپتامبر ۲۰۱۴

| منطقه                        | تلویزیون                                 |
| اروپا                        | اروپا                                    |
| ---------------------------- | ---------------------------------------- |
| بلژیک                        | وی‌آرتی                                   |
| بلغارستان                    | نوا تی وی - نوا اسپورت                   |
| فنلاند                       | وای‌ال‌ای                                  |
| فرانسه                       | بین اسپورت                               |
| مقدونیه شمالی                | رادیو تلویزیون مقدونیه                   |
| آلمان                        | زد د اف                                  |
| لهستان                       | پلست                                     |
| روسیه                        | شرکت پخش تلویزیونی و رادیویی دولتی روسیه |
| رومانی                       | روم‌تلکام                                 |
| صربستان                      | شرکت رادیو و تلویزیون صربستان            |
| ایتالیا                      | تلویزیون ملی ایتالیا رای                 |
| دیگر نقاط جهان               |                                          |
| آفریقای سیاه و آفریقای جنوبی | کانال تلویزیونی آفریقای جنوبی سوپراسپرت  |
| شمال آفریقا                  | بین اسپورت                               |
| آمریکای مرکزی - کارائیب      | اسکای مکزیک                              |
| آمریکای شمالی                | بین اسپورت                               |
| خاور نزدیک                   | بین اسپورت - دبی اسپرت                   |
| آرژانتین                     | تی وای سی اسپورت                         |
| برزیل                        | گلوبو - اسپورت تی وی                     |
| چین                          | تلویزیون مرکزی چین                       |
| ژاپن                         | سامانه سخن‌پراکنی توکیو                   |
| ونزوئلا                      | تلویزیون اجتماعی ونزوئلا                 |
| ایالات متحده آمریکا          | بین اسپورت                               |
| قطر                          | بی‌ان اسپورتس عربی                        |
| سراسر جهان                   |                                          |
| پرفورمانس                    | لایو اسپورت تی وی                        |

منبع: FIVB.com

## هواداران
بیش از نیم میلیون هوادار (۵۶۳٬۲۶۳) رقابت‌ها را تماشا کردند و رکوردهای پیشین این رقابت‌ها را شکستند. چهار سال پیش در ایتالیا رکورد مجموع تماشاگران ۳۳۹٬۳۲۴ نفر بود، در حالی که سال ۲۰۰۶ در ژاپن ۲۹۸٬۳۵۲ نفر بود. تعداد هواداران دور نخست به تنهایی از مجموع تعداد تماشاگران دورهٔ پیشین قهرمانی جهان چهار سال پیش در ایتالیا بیشتر بود.
میانگین تعداد تماشاگران در هر مسابقه ۵٬۴۶۹ نفر بود. جای تعجب نیست که لهستان با مجموع ۱۷۳٬۲۳۴ هوادار در بازی‌هایش محبوب‌ترین تیم بوده‌است، که ۶۰٬۰۰۰ نفر بیشتر از تیم ردهٔ دوم صربستان بود.